# Андино, Сантино
Сантино Андино Валенсия (исп. Santino Andino Valencia; родился 25 октября 2005, Мендоса) — аргентинский футболист, вингер клуба «Годой-Крус».

## Клубная карьера
Уроженец Мендосы, Андино является воспитанником футбольной академии клуба «Годой-Крус», за которую выступал с восьмилетнего возраста. В июле 2024 года подписал свой первый профессиональный контракт с клубом. 15 сентября 2024 года дебютировал в основном составе клуба «Годой-Крус», выйдя на замену в матче аргентинской Примеры  против «Атлетико Сармьенто». 28 сентября 2024 года забил свой первый гол за клуб в матче против «Уракана».